# Лапкасы
Лапкасы́ (чув. Лапкас) — деревня в Моргаушском районе Чувашской Республики. Входит в состав Орининского сельского поселения.

## География
Находится в северо-западной части Чувашии, на расстоянии приблизительно 5 км на север-северо-восток по прямой от районного центра села Моргауши.

## История
Известна с 1795 года как выселок деревни Большая Аринина (ныне Семенькасы) с 21 двором. В 1858 году был учтен 21 двор и 92 жителя, в 1906 — 41 двор и 180 жителей, в 1926 — 45 дворов и 236 жителей, в 1939 142 жителя, в 1979—124. В 2002 году было 29 дворов, в 2010 — 25 домохозяйств. В 1930 году был образован колхоз «Красное Сормово», в 2010 действовал СПК «Оринино».

## Население
Постоянное население составляло 74 человека (чуваши 95 %) в 2002 году, 61 в 2010.